# Операция «Даунфол»
Операция «Даунфол» (англ. Operation «Downfall») — план вторжения Союзников (главным образом, войск США) в Японию в конце Второй мировой войны. Операция была отменена после капитуляции Японской империи из-за атомных бомбардировок Хиросимы и Нагасаки и вступления Советского Союза в войну с Японией.
Операция должна была состоять из двух частей: операций «Олимпик» (Olympic) и «Коронет» (Coronet). В ходе операции «Олимпик», начало которой было запланировано на октябрь 1945 года, с использованием недавно оккупированной Окинавы в качестве плацдарма, должна была быть захвачена южная треть одного из главных японских островов, Кюсю. Позднее, весной 1946 года, на окружающую Токио равнину Канто, остров Хонсю, в ходе операции «Коронет» должен был высадиться десант, поддерживаемый с Кюсю авиацией.
География Японии делала план вторжения очевидным для японского командования, оно подготовило план обороны «Кэцу». Японцы запланировали тотальную защиту острова Кюсю, выделив на его защиту большую[уточнить] часть резервов.
Прогнозы возможных потерь при осуществлении операции различаются, однако, как считается, они были бы чрезвычайно высоки: в зависимости от степени участия в боевых действиях японских гражданских лиц, они могли бы исчисляться миллионами для Союзников и десятками миллионов для японцев.

## Разработка
Ответственность за планирование операции «Даунфол» легла на американских военачальников: адмирала флота Честера Нимица, генерала армии Дугласа Макартура и членов Объединённого комитета начальников штабов — адмиралов флота Эрнеста Кинга и Уильяма Лихи, генералов армии Джорджа Маршалла и Генри Арнольда (последний возглавлял ВВС США). В то время разработка атомной бомбы велась в строжайшем секрете под контролем лишь нескольких высокопоставленных чиновников, из-за чего офицеры, планировавшие вторжение в Японию, не знали о существовании Манхэттенского проекта.
На протяжении всей войны на Тихом океане, в отличие от Западноевропейского фронта, Союзники не могли договориться о том, кто станет верховным главнокомандующим на этом театре боевых действий. Командование было разделено по регионам: например, в 1945 году в Тихоокеанском районе (Pacific Ocean Areas) войсками Союзников руководил верховный главнокомандующий (Commander-in-Chief) Честер Нимиц, в то время как на Юго-западном театре Тихого океана (South West Pacific theatre) верховным главнокомандующим (Supreme Commander) был Дуглас Макартур. Вторжение в Японию, однако, требовало единого командования. Противостояние между различными родами войск — ВМС США хотели видеть на этом посту Нимица, в том время как армия США предпочитала Макартура — было таким яростным, что могло сорвать планирование. В конце концов, ВМС согласились на верховное командование Макартура, если в этом возникнет необходимость.

### Обсуждение
Наибольшее внимание при планировании было сосредоточено на времени и жертвах: необходимо заставить Японию капитулировать в кратчайшие сроки, с минимально возможными потерями для войск Союзников. До Квебекской конференции 1943 года совместная американо-британская комиссия разрабатывала план «Оценка и проектирование сокрушения Японии» (Appreciation and Plan for the Defeat of Japan), не предусматривавший высадку на Японские острова до 1947—1948 годов. Американский Объединённый комитет начальников штабов, напротив, считал затягивание войны до такой степени опасным для национального боевого духа. На Квебекской конференции ОКНШ решил, что Япония должна быть принуждена к капитуляции не позже, чем через год после того, как это сделает Германия.
ВМС США призывали использовать блокаду и авиаудары. Они предложили операции по захвату Кореи и территорий авиабаз около Шанхая, для использования их бомбардировщиками. С другой стороны, армия США утверждала, что такая стратегия затянет войну на неопределённый срок и приведёт к неоправданным людским потерям, поэтому она считала необходимым непосредственное вторжение на основные острова Японского архипелага. В конце концов, победила точка зрения армии.
Географически, Япония представляла трудную цель с немногочисленными пляжами, пригодными для высадки сил вторжения. Только южный из основных японских островов, Кюсю, и равнина Канто (к юго-западу и востоку от Токио) подходили для десанта. Союзники решили начать вторжения в две стадии: в ходе операции «Олимпик» должен быть атакован остров Кюсю; там будут созданы авиабазы, самолёты с которых поддержат операцию «Коронет» по высадке десанта в Токийском заливе.

### Предположения
В то время как география Японии была известной и неизменной, американские военные планировщики могли только оценивать с какой обороной придётся столкнуться наступающим. Основываясь на разведданных, доступных в начале 1945 года, их предположения включали следующее:
- «Проведению операции в данной местности будет препятствовать не только присутствующие там имперские вооружённые силы, но и фанатично настроенное население»[8].
- «Приблизительно три (3) дивизии будут расположены на южном Кюсю, а ещё три (3) — на северном Кюсю на момент начала операции Олимпик»[8].
- «Общая численность обороняющихся войск, которые могут быть собраны для операции против Кюсю не превысит от восьми (8) до десяти (10) дивизий, и это количество будет очень быстро достигнуто»[8].
- «Приблизительно двадцать одна (21) обороняющаяся дивизия, включая резервные дивизии, будут находиться на Хонсю в начале операции [Коронет] и четырнадцать (14) из этих дивизий могут быть развёрнуты в районе равнины Канто»[8].
- «Враг может отвести свою авиацию наземного базирования с азиатского материка для защиты от наших нейтрализующих атак. При таких обстоятельствах он может собрать от 2000 до 2500 самолётов в этом районе при условии напряжения всей экономики, и эти силы могут действовать против десантов на Кюсю используя аэродромы на собственной территории»[8].

### «Олимпик»

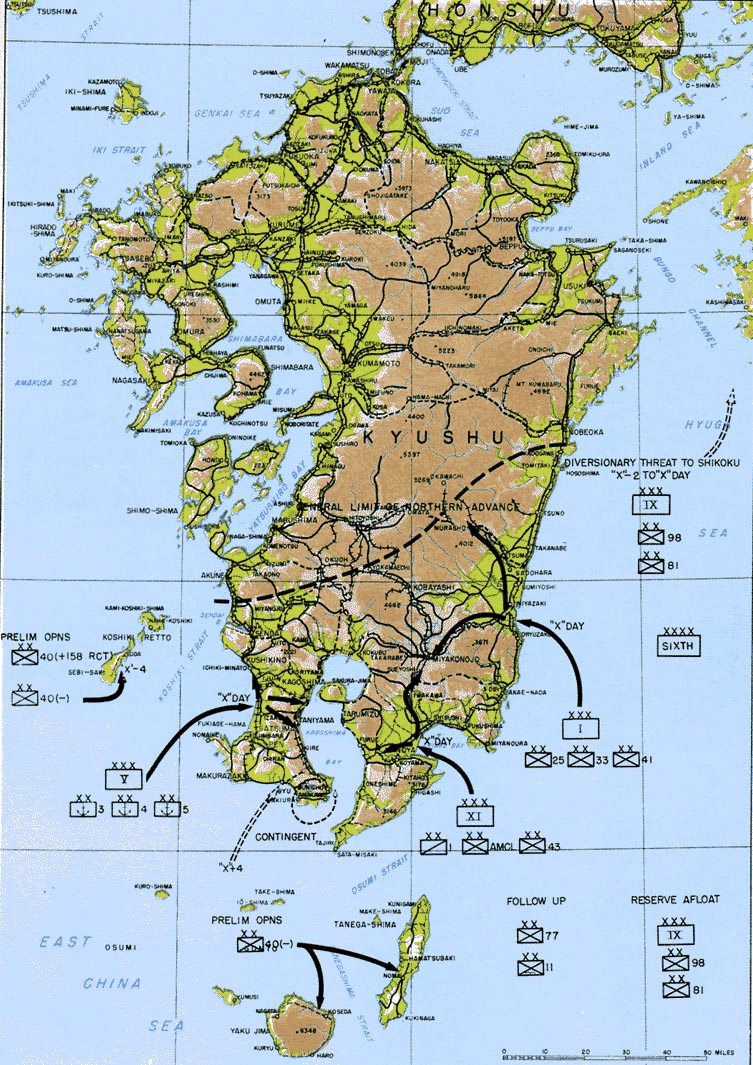
Операция Олимпик, наступление на южную Японию.

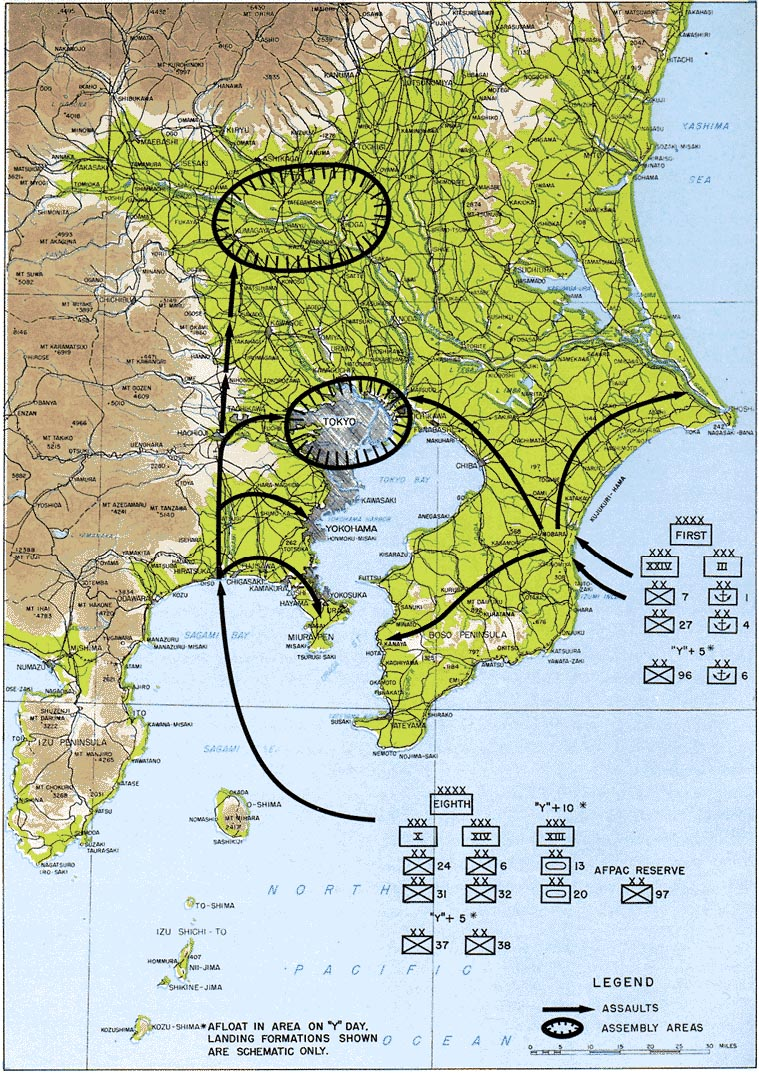
Операция Коронет, план захвата Токио.

Операция Олимпик, вторжение на Кюсю, должна была начаться в «день Х», который был назначен на 1 ноября 1945 года. Объединённый флот Союзников должен был стать самым большим из когда-либо собранных, он должен был включать сорок два авианосца, двадцать четыре линкора и четыре сотни эскадренных и эскортных миноносцев. Четырнадцать американских дивизий должны были принять участие в первых десантах. Используя Окинаву как плацдарм, целью операции должен был стать захват южной части Кюсю. Захваченная территория должна была стать будущим плацдармом для атаки на Хонсю в рамках операции Коронет.
Олимпик также включал план дезинформации, известный как операция Пастель. Пастель имела целью убедить японцев, что Объединённый штаб отказался от планов по непосредственному вторжению на территорию Японских островов, а вместо этого планирует окружить и проводить бомбардировки Японии. Эта операция якобы предполагала захват баз на Формозе, по китайскому побережью и в акватории Жёлтого моря.
20-я воздушная армия продолжала играть свою роль как главный исполнитель стратегических бомбардировок Союзников по Японским островам. Тактическая авиационная поддержка во время подготовки к вторжению должна была осуществляться силами Дальневосточного воздушного флота США (FEAF) — соединением, в которое входили 5-й, 13-й и 7-й воздушные флоты. FEAF отвечал за нападения на японские аэродромы и транспортные артерии на Кюсю и севере Хонсю (т. н. тоннель Каммон) и для достижения и удержания превосходства в воздухе над пляжами высадки.
До начала высадки должна была быть проведена операция по захвату островов Танегасима, Яку и Косикидзима, начиная с X-5. Окинавская операция продемонстрировала важность наличия безопасных якорных стоянок поблизости от места высадки, что должно было снизить потери при десанте и от авианалётов.
Кюсю должна была захватить 6-я армия США в трёх точках — Миядзаки, Ариакэ и Кусикино. Если положить часы на карту Кюсю, эти точки соответствовали бы 4, 5 и 7 часам соответственно. 35 пляжей, куда планировалось высадить десант, получили названия по маркам автомобилей: от Остин, Бьюик, Кадиллак до Штуц, Уинтон и Зефир. Учитывая, что на каждую высадку планировалось использовать по корпусу, планировщики вторжения предполагали, что численность американских войск превысит японскую из расчёта три к одному. В начале 1945 года Миядзаки был фактически беззащитен, в то время как Аритакэ с его близлежащей гаванью был хорошо укреплён. Хотя Кусикино был укреплён слабо, окружающая его местность потребовала бы для высаживающихся морских пехотинцев, возможно, длительного времени для достижения успеха.
Предполагалось, что вторжение охватит не весь остров, а только его южную треть до пунктирной линии на карте, отмечающую «общую границу наступления на север». Южный Кюсю должен был стать плацдармом и доступной авиабазой для операции Коронет.

### «Коронет»
Операция Коронет (англ. Coronet — вене́ц, корона) — вторжение на Хонсю, на равнину Канто, к югу от Токио, должно было начаться в «день Y», который был назначен на 1 марта 1946 года. Операция Коронет должна была стать крупнейшей морской десантной операцией в истории, в которой приняли бы участие 25 дивизий, включая резерв, размещённый на кораблях, который был предназначен для начальной стадии операции. Для сравнения, в самом масштабном из осуществлённых морских десантов — операции Оверлорд, на начальном этапе высадки приняли участие 12 дивизий . 1-я армия США должна была высадиться на пляж Кудзюкури, на полуострове Бёсё, в то время как 8-я армия США должна была вторгнуться у Хирацуки в заливе Сагами. Обе армии затем должны были наступать на север, вглубь острова, и соединиться в Токио.

### Силы Союзников
В операции Олимпик должны были быть задействованы ресурсы, уже присутствующие в Тихом океане, в том числе Британский Тихоокеанский флот, флот Содружества, который включал как минимум восемнадцать авианосцев (что составляло 25 % авиации Союзников) и четыре линкора. Австралийский первый тактический воздушный флот принимал участие в Филиппинской операции. Он, вероятно, усилил бы мощь американского ближнего воздушного прикрытия над Японией. Планировалась крупная передислокация для операции Олимпик Tiger Force, подразделения тяжёлых бомбардировщиков, состоящего из 10 эскадрилий, которые планировалось перевести из состава Бомбардировочного командования Королевских ВВС в Европе на авиабазы Окинавы.
В случае, если бы для операции Олимпик понадобились бы подкрепления, они могли бы быть взяты из сил, собранных для операции Коронет, которая в свою очередь требовала переброски существенных сил Союзников из Европы, Южной Азии, Австралазии и других мест. Они включали 1-ю армию США (15 дивизий) и 8-й воздушный флот США, которые находились в Европе. Эта передислокация должна была проходить одновременно с массовой частичной демобилизацией солдат армии США, которая значительно сократила боеспособность боевых дивизий, из которых увольнялись наиболее опытные офицеры и солдаты.
Американский историк Джон Рэй Скейтс писал:

Американские планировщики [изначально] не обращали внимания на возможность участия [неамериканских] сухопутных сил Союзников во вторжении на равнину Канто. В опубликованных планах видно, что все участвующие во вторжении, продолжении наступления и в резерве подразделения должны быть американскими. [Однако, по мере того как] планы Коронета пересматривались летом 1945 года, все крупнейшие страны Антигитлеровской коалиции предложили свои сухопутные войска, и на высшем уровне развернулись дебаты относительно численности, задач, вооружений и снабжения этих контингентов.
Оригинальный текст (англ.)American planners took no note [initially] of the possibility that [non-U.S.] Allied ground troops might participate in the invasion of the Kanto Plain. They published plans indicated that assault, followup, and reserve units would all come from U.S. forces. [However, as] the Coronet plans were being refined during the [northern] summer of 1945, all the major Allied countries offered ground forces, and a debate developed at the highest levels of command over the size, mission, equipment, and support of these contingents.

Правительство Австралии предложило включить подразделения Австралийской армии в первую волну операции Олимпик, но американские командующие его отклонили. В последующих переговорах Союзников было принято решение о создании корпуса Содружества, первоначально состоящего из пехотных дивизий из Австралийской, Британской и Канадской армий, который бы принял участие в операции Коронет. Подкрепления должны были предоставлять эти же самые страны, а также другие части Содружества. Макартур заблокировал предложения включить дивизию Индийской армии, так как существовали языковой барьер и различия в организации, составе, вооружениях, уровню подготовки и доктрине. Он также рекомендовал, чтобы корпус был организован аналогично американским корпусам, использовал только американское вооружение и снабжение, а также прошёл шестимесячную подготовку в США до начала операции; эти предложения были утверждены. Британский генерал-лейтенант сэр Чарльз Кейтли был предложен на должность командующего корпусом Содружества. Австралийское правительство выразило опасения относительно того, что этот генерал не имел опыта боевых действий против Японии и предложили кандидатуру генерал-лейтенанта Лесли Морсхеда на эту должность. Война закончилась до того, как были приняты все решения относительно корпуса Содружества.

## Операция «Кэцуго»

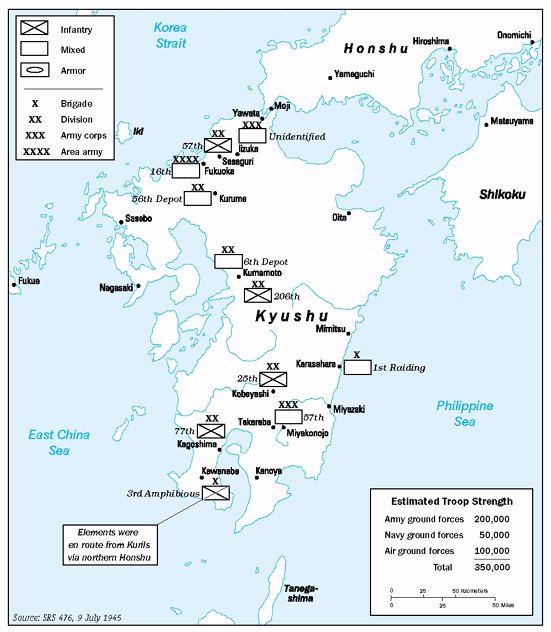
Американские оценки расположения японских войск на Кюсю на 9 июля 1945 года

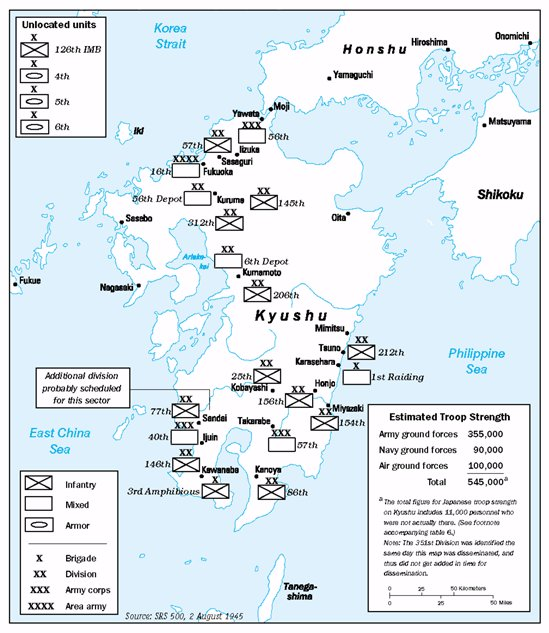
Американские оценки расположения японских войск на Кюсю на 2 августа 1945 года

Тем временем японцы разрабатывали свои собственные оборонительные планы. Первоначально они ожидали вторжения в течение лета 1945 года. Однако битва за Окинаву продлилась слишком долго и они пришли к выводу, что Союзники не смогут начать новую операцию до начала сезона тайфунов, во время которого погода слишком рискованна для проведения амфибийных операций. Японская разведка довольно точно определила планируемые места вторжения: южный Кюсю в префектуре Миядзаки, залив Ариакэ и/или полуостров Сацума.
Несмотря на то, что не было видно реалистичных вариантов победы в войне, японские лидеры полагали, что они могут сделать так, что цена завоевания Японии Союзниками станет слишком высокой, и они смогут договориться о перемирии в той или иной форме и избежать тотального поражения. Японский план сопротивления вторжению получил название операция «Кэцуго» (яп. 決号作戦 кэцуго: сакусэн, операция под кодовым названием Решение). У японцев были подземные штабные бункеры, которые могли быть использованы в случае вторжения Союзников для защиты Императора и Генерального штаба.

### Камикадзе
Адмирал Матомэ Угаки был отозван в Японию в феврале 1945 года и принял командование 5-м воздушным флотом на Кюсю. 5-й воздушный флот был создан для проведения атак камикадзе против кораблей, противодействуя вторжению на Окинаву, в операции Тэн-Го, и начал готовить пилотов и собирать самолёты для защиты Кюсю, который, как ожидалось, должен был стать следующей целью Союзников.
Японская оборона во многом строилась на тактике камикадзе. Кроме истребителей и бомбардировщиков, были собраны почти все учебные самолёты для этой миссии, пытаясь количеством компенсировать низкое качество техники и подготовки пилотов. Армия и флот могли предоставить более 10 000 самолётов, готовых к вылету в июле (а к октябрю это число могло быть несколько выше), и планировалось использовать их все, что могли достигнуть флотов вторжения. Угаки также курировал строительство сотен маленьких одноразовых катеров, которые также могли быть использованы для атак судов Союзников у побережья Кюсю.
Немногим менее 2000 самолётов камикадзе проводили атаки во время битвы за Окинаву, достигнув в среднем одного попадания на девять атак. На Кюсю, где были более благоприятные условия (в том числе рельеф местности, затрудняющий работу американских радаров), надеялись достичь одного попадания на шесть атак за счёт перегрузки американской противовоздушной обороны большим числом атак камикадзе в единицу времени. Японцы рассчитывали, что самолётами смогут затопить более 400 судов; они начали тренировать пилотов выбирать целями транспорты вместо авианосцев и эсминцев, в этом случае потери Союзников должны были быть непропорционально больше, чем у Окинавы. Один из штабных офицеров рассчитал, что камикадзе могут уничтожить от трети до половины сил вторжения ещё до высадки.

### Военно-морские силы
К августу 1945 года Императорский флот Японии (IJN) уже не представлял собой эффективную военную силу. Боеспособные крупные военные корабли насчитывали шесть авианосцев, четыре крейсера и один линкор, для которых не хватало топлива. Его могло хватить «на эскадру из двадцати эсминцев и около сорока подводных лодок на несколько дней плавания».
Японский флот располагал также около 100 миниатюрных подводных лодок типа Кёрю, 250 ещё меньших типа Кайрю, 400 управляемых торпед Кайтэн и 800 катеров для камикадзе Синё.

### Сухопутные войска
Против амфибийных операций обороняющаяся сторона может применять две стратегии — усиленная оборона потенциальных мест высадки десанта или глубокая оборона. В начале войны (например в битве за Тараву) японцы предпочитали усиливать оборону пляжей, имея малые, или не имея вообще резервы. Эта тактика оказалась весьма уязвима перед предварительной артиллерийской бомбардировкой военными кораблями. На поздних этапах войны, в сражениях за Пелелиу, Иводзиму, и Окинаву японцы сменили стратегию и укрепляли защиту в более пригодной для обороны местности.
Для защиты Кюсю японцы планировали применить смешанную стратегию, расположив значительную часть оборонительных ресурсов на несколько километров вглубь острова, что вполне достаточно, с одной стороны, для избежания полного разгрома от морской артиллерии, а с другой, значительно бы затруднило американцам занять безопасный плацдарм для дальнейшего наступления после высадки. Войска, которые должны были противостоять наступлению, были отодвинуты назад, готовые к переброске туда, где окажется главное направление десанта.
В марте 1945 года на Кюсю находилась только одна боеспособная дивизия. Через четыре месяца Императорская армия перебросила на остров войска из Маньчжурии, Кореи и северной Японии, значительно увеличив контингент. К августу на острове находилось уже четырнадцать дивизий и различных меньших подразделений, в том числе три танковые бригады, общей численностью 900 000 человек. Несмотря на то, что японцы могли увеличить численность войск за счёт новобранцев, однако вооружить дополнительные подразделения было уже проблематично. В августе японская армия располагала эквивалентом 65 дивизий на Японских островах, но вооружений хватало только на 40, а боеприпасов на 30.
Японцы формально не принимали решения делать все ставки на оборону Кюсю, однако они сконцентрировали свои ресурсы там до такой степени, что в резерве бы оставалось очень немного. По одной из оценок войска на Кюсю имели в распоряжении 40 % всех боеприпасов на Японских островах.
Кроме того, японцы создали Народный добровольческий корпус, в который вошли все здоровые мужчины в возрасте от 15 до 60 лет и женщины в возрасте от 17 до 40 лет, и который насчитывал 28 миллионов готовых оказать сопротивление людей и, в конечном счёте, боевых единиц. Оружия, обучающих занятий и униформы в целом не хватало: некоторые мужчины были вооружены дульнозарядными мушкетами, длинными луками или бамбуковыми копьями, однако предполагалось, что они смогут воевать и с этим.
Одной из мобилизованных старшеклассниц, Юкико Касаи, выдали шило и сказали: «Даже убийство одного американского солдата сделает дело. .... Ты должна целиться в живот».

## Союзническая корректировка «Олимпика»

### Воздушная угроза
Военная разведка США первоначально оценивала количество японских самолётов около 2500. Окинавский опыт был печальным — почти два убитых и некоторое количество раненых на боевой вылет — на Кюсю последствия бы были ещё тяжелее. Для атаки кораблей у Окинавы японские самолёты должны были пролететь длительное расстояние над открытым водным пространством; для атаки кораблей у Кюсю они должны были бы лететь над сушей и на гораздо более короткое расстояние до флотов высадки. Со временем разведчики получили данные о том, что японцы планируют все свои самолёты использовать для тактики камикадзе и предпринимали все меры, чтобы сохранить их до начала сражения. По оценкам Армии США по состоянию на май у японцев в распоряжении было 3391 самолёт; на июнь 4862; на август 5911. По оценкам Флота США, в которых не делалось различия между боевыми и учебными самолётами, в июле было 8750, а в августе 10 290 самолётов.
Союзники разработали тактику противостояния камикадзе, известную как Большое голубое одеяло. Согласно этой тактике увеличивалось число истребительных эскадрилий на авианосцах вместо торпедоносцев и пикировщиков, а конвертированные B-17 получали авиационные радары, схожие по назначению с современными системами AWACS. Нимиц по плану предварительных манёвров высылал флот к пляжам вторжения за несколько недель до начала десантных операций, чтобы японцы подняли в воздух свои самолёты с камикадзе, которые должны были обнаружить вместо ценных уязвимых транспортов военные корабли, вооружённые зенитными орудиями от носа до кормы.
Но главной защитой от японских авианалётов должны были стать истребительные армады, которые собирались на островах Рюкю. 5-й и 7-й воздушные флоты США и авиация морской пехоты должны были быть переброшены на острова немедленно после вторжения, и воздушные силы должны были наращиваться при подготовке к полномасштабному вторжению в Японию. При подготовке вторжения воздушные операции против японских аэродромов и транспортных артерий должны были начаться перед капитуляцией Японии.

### Наземная угроза
В течение апреля, мая и июня разведка Союзников получала данные об укреплении японских сухопутных сил, в том числе появление пяти дополнительных дивизий на Кюсю, проявляя к такому роду данный особый интерес и ожидая, что к ноябрю общая численность войск на Кюсю достигнет около 350 000 военнослужащих. Это изменилось в июле, когда было обнаружено появление четырёх новых дивизий и получена информация об ожидаемом увеличении их числа. В августе уже насчитывалось до 600 000 солдат, и проект Мэджик идентифицировал девять дивизий в южном Кюсю — в три раза меньше действительного количества. Фактически это было серьёзной недооценкой японских сил; см. выше. Оценочная численность войск в начале июля уже была 350 000, а к началу августа возросла до 545 000 человек.
Данные разведки о японских приготовлениях на Кюсю, появившиеся в середине июля, сильно шокировали Тихоокеанское командование и Вашингтон. 29 июля [Шеф разведки Макартура, генерал-майор Чарльз Э.] Виллогби … отмечал, что изначально в апреле предполагалось, что японцы способны развернуть шесть дивизий на Кюсю, тогда как на самом деле могли развернуть десять. «Эти [шесть] дивизий уже у них появились, как и предсказывалось», — заметил он, «и конца ещё не видно». Если не проверить, то их силы угрожают «вырасти до отношения один к одному к наступающим, что не соответствует рецепту победы»
Увеличение численности японских сухопутных сил на Кюсю заставило американских военных планировщиков, в особенности генерала Джорджа Маршалла, рассмотреть внесение серьёзных изменений в Олимпик или заменить на другой план вторжения.

### Химическое и ядерное оружие
В связи с предсказуемостью направлений ветров и некоторыми другими факторами Япония была особенно уязвима перед химическими атаками. Такие атаки могли бы нейтрализовать японскую тактику использования пещер и тоннелей — подземные сооружения могли бы только усилить уязвимость солдат от газа.
Несмотря на то, что химическое оружие было запрещено Женевской конвенцией, ни США, ни Япония на тот момент не подписали её. США, тем не менее, не применяли газовое оружие, но Япония ранее в войне использовала газ против китайцев.
Опасения ответа японцев [с использованием химического оружия] уменьшились, так как в конце войны японцы уже не имели возможностей использовать авиацию или дальнобойную артиллерию для доставки химического оружия. В 1944 году Ультра выявила, что японцы тревожатся относительно своей способности использовать химическое оружие против США. «Должны быть предприняты все меры предосторожности, чтобы не дать повода применить газ», — предупреждались командующие. Таким образом, японские лидеры были весьма обеспокоены тем, чтобы избежать тактического применения газа на Японских островах, так как опасались эскалации конфликта
По приказу Маршалла генерал-майор Джон Эдвин Халл изучал возможность тактического применения ядерного оружия для вторжения на Японские острова (даже после сброса двух стратегических атомных бомб на Японию Маршалл не думал, что японцы немедленно капитулируют). Полковник Лайль Симан докладывал, что как минимум семь бомб будут доступны ко дню X, которые можно было бы сбросить на обороняющиеся японские войска. Симан рекомендовал американским сухопутным силам не высаживаться после сброса бомбы «как минимум в ближайшие 48 часов»; риск радиоактивного заражения ещё не был хорошо изучен, и такое короткое время после взрыва могло бы привести к радиоактивному заражению американских солдат.

### Альтернативные цели
Планировщики Объединённого штаба, отмечая концентрацию японских войск на Кюсю за счёт ослабления обороны других частей Японии, рассматривали альтернативные направления вторжения, в том числе остров Сикоку, северный Хонсю в районе Сендая или Оминато — или даже без предварительного вторжения сразу наступать непосредственно на Токио. Наступление на северный Хонсю имело преимущества в виде более слабой обороны, но ценой отказа от применения самолётов наземного базирования (кроме B-29) с авиабаз Окинавы.

### Перспективы «Олимпика»
Генерал Дуглас Макартур не видел никаких причин изменять планы:
Я уверен, что потенциал японской авиации, о котором докладывают вам как о накапливающемся для противостояния нашей операции Олимпик, сильно преувеличен. […] Что касается сухопутных сил […] Я не верю, […] в мощь сил в южном Кюсю, о которой вам докладывают. […] По моему мнению, мы не должны допускать даже слабой мысли о замене операции Олимпик.
Тем не менее, адмирал Эрнест Кинг, Командующий морскими операциями, был готов официально оспаривать вторжение, поддерживаемый адмиралом Нимицем, что послужило причиной возникновения крупных споров в правительстве США.
В этот момент ключевые переговоры шли между Маршаллом и Трумэном. Есть надёжные свидетельства того, что Маршалл оставался приверженцем вторжения вплоть до 15 августа. […] Но умерив личный вклад Маршала в принятие решения о вторжении, мы должны понимать, что одобрение операции гражданскими властями в целом, и Трумэна в частности, было маловероятно из-за высокой цены вторжения, которая более не вдохновляла на согласие со стороны военных ведомств
.
Американцам не было известно, что несмотря на ялтинские договорённости в СССР готовилось вторжение на Сахалин и Курильские острова, за которым последовало бы вторжение на слабо защищённый Хоккайдо в конце августа, что должно было бы оказать давление на Союзников, которые должны были бы что-то предпринять ранее ноября. Тем не менее, логистические возможности СССР были крайне слабы, а военно-морские силы на Тихом Океане уступали даже оставшимся японским, и, кроме того, не имели опыта океанских десантных операций - что ограничивало потенциал советской операции. 15 августа Япония подписала капитуляцию, в результате чего вопрос о вторжении был снят.

## Предполагаемые потери
Поскольку военные эксперты США полагали, что «операции в этом районе встретят сопротивление не только имеющихся организованных военных подразделений Империи, но и фанатично настроенного населения», высокий уровень потерь считался неизбежным, но никто в точности не знал насколько высоким он будет. Оценки, сделанные разными авторами, значительно отличались друг от друга, так же как и исходные предположения для таких оценок. Различались и цели, с которыми такие оценки делались — иногда для защиты плана вторжения, иногда для его критики. Впоследствии, эти оценки использовались при обсуждении целесообразности атомных бомбардировок Хиросимы и Нагасаки.
Оценки числа потерь основывались на опыте предыдущих кампаний, которые анализировались с различных точек зрения:
- В исследовании выполненном ОКНШ в апреле, использовались цифры в 7,45 потерь/1000 человеко-дней и 1,78 погибших/1000 человеко-дней. Исходя из этого, 90-дневный Олимпик привёл к потерям в 456 000 человек, включая 109 000 погибших. Если продолжительность Коронета составила ещё 90 дней, итоговая цифра потерь составила бы 1 200 000 человек, включая 267 000 погибших[37].
- В исследовании, выполненном сотрудниками адмирала Нимица в мае, была получена оценка потерь в 49 000 человек в первые 30 дней, включая 5000 на море[38]. В исследовании, выполненном сотрудниками генерала Макартура в июне, была получена оценка в 23 000 потерь в первые 30 дней и 125 000 — после 120 дней[39]. Когда эти цифры были поставлены под сомнение генералом Маршаллом, Макартур предоставил новую оценку потерь в 105 000 человек, частично за счёт вычитания раненых которые смогут вернуться в строй[40].
- Во время встречи 18 июня с Президентом Трумэном, Маршалл, используя сражения за Лусон Филиппинской кампании как наилучший имеющийся аналог Олимпика, оценил американские потери в 31 000 человек в первые 30 дней (и в конечном счёте в 20 % от японских потерь, что подразумевало итоговые потери в 70 000 человек)[41] Адмирал Лехи, беря за аналог битву за Окинаву, полагал что американские потери будут 35 % (подразумевая итоговые потери в 268 000 человек)[42]. Адмирал Кинг полагал что потери в первые 30 дней будут между Лусоном и Окинавой, то есть между 31 000 и 41 000 человек[42].

Изо всех этих оценок, только Нимиц учитывал потери на море, хотя действия камикадзе приводили к 1,78 погибших на каждого камикадзе во время битвы за Окинаву, и транспорты с войсками при высадке на Кюсю были бы намного более уязвимы.
- Исследование, предпринятое для военного министра США Генри Стимсона, оценило что американские потери при завоевании Японии составят от 1,7 до 4 миллионов человек, включая от 400 000 до 800 000 погибших. Японские потери при этом оценивались в диапазоне от пяти до десяти миллионов человек. Ключевым предположением было активное участие гражданского населения в защите Японии[44].

Вне правительства, информированные наблюдатели также делали свои оценки. Кайл Палмер, военный корреспондент газеты Los Angeles Times, считал что от полумиллиона до миллиона американцев погибнут до конца войны. Герберт Гувер, бывший президент США, в меморандумах направленных Трумэну и Стимсону, также оценивал количество погибших в диапазоне от 500 000 до 1 000 000, и полагал свои оценки консервативными; однако неизвестно обсуждал ли Гувер эти конкретные цифры во время встреч с Трумэном.
Во время битвы за Окинаву, в которой шли упорные бои за территорию острова, потери США составили 72 000 человек за 82 дня, включая 12 510 убитых и пропавших без вести (это консервативная оценка, так как она не включает несколько тысяч солдат, погибших от полученных ранений). Площадь острова Окинава 464 квадратных мили; захват его, таким образом, стоил США 407 погибших и пропавших без вести за каждые 10 квадратных миль острова. Если бы потери США при вторжении в Японию составили, в расчёте на квадратную милю, всего лишь 5 % от окинавских, общее число погибших составило бы 297 000 человек.
В ожидании вторжения в Японию в США было изготовлено около 500 000 медалей «Пурпурное сердце», которые по статуту вручаются всем американским военнослужащим, погибшим или получившим ранения в результате действий противника. Вплоть до настоящего времени все американские потери в течение 60 лет с момента окончания Второй мировой войны — включая войны в Корее и Вьетнаме — не превысили это число. В 2003 г. около 120 000 этих медалей всё ещё было в наличии.
Штаб генерала Маршалла считал, что суммарно вся наземная кампания по разгрому Японии будет стоить от полумиллиона до одного миллиона жизней. При этом вторжение на главный остров Хонсю могло бы начаться не ранее марта 1946 года. Другими словами, война при таком варианте развития должна была растянуться ещё на месяцы, если не на годы